# Бреннан, Коллин
Коллин Бреннан (англ. Colleen Brennan, род. 1 декабря 1949, Нашвилл) — бывшая американская порноактриса. Также известна как Шарон Келли (англ. Sharon Kelly). Член Зала славы XRCO с 1987 года.

## Биография
Веснушчатая и рыжеволосая Коллин Бреннан начала карьеру в 1970-х годах под именем Шарон Келли со съёмок в нескольких софткор-сексплотэйшн фильмах Гарри Новака. Также снялась в Supervixens (1975) Расса Мейера, фильме жанра Women in prison Ильза, волчица СС (1975) и его первом сиквеле Ilsa, Harem Keeper of the Oil Sheiks (1976). В 1974 году сыграла стриптизёршу в фильме «Фокси Браун» (в титрах не указана).
В 1975 году снялась топлесс в фильмах Hustle и «Шампунь». В 1979 году сыграла эпизодическую роль в телесериале «Лу Грант».
В 1980-х начинает сниматься в хардкорных порнофильмах, играет в нескольких частях сериала «Табу», и получает две премии AVN Awards. В 1985 году была ведущей первой церемонии награждения XRCO Award вместе с Роном Джереми.
Ушла из порноиндустрии в 1986 году, в возрасте 36 лет.

## Награды
| Год  | Церемония                             | Категория                            | Работа              | Результат      |
| ---- | ------------------------------------- | ------------------------------------ | ------------------- | -------------- |
| 1984 | Critics Adult Film Association (CAFA) | Лучшая женская роль                  | Trinity Brown       | Победа         |
| 1984 | Critics Adult Film Association (CAFA) | Лучшая женская роль второго плана    | Good Girl, Bad Girl | Победа         |
| 1986 | XRCO Award                            | Лучшая женская роль                  | Getting Personal    | Победа         |
| 1986 | XRCO Award                            | Лучшая женская роль второго плана    | Star Angel          | Победа         |
| 1986 | AVN Awards                            | Лучшая актриса (фильм)               | Getting Personal    | Победа         |
| 1986 | AVN Awards                            | Лучшая актриса второго плана (фильм) | Star Angel'         | Победа         |
| 1987 | Зал славы XRCO                        | Зал славы XRCO                       | Зал славы XRCO      | Зал славы XRCO |